# Charles Chatelin
Pour les articles homonymes, voir Chatelin.
Jean-Charles Chatelin, connu sous le nom de Charles Chatelin, né le 22 mai 1884 à Charleville (Ardennes) et mort le 30 janvier 1948 à Paris, est un médecin neurologue français, élève du professeur Pierre Marie.

## Biographie
Il est le fils de Charles Chatelin (1851-1915), interne des hôpitaux de Paris, médecin généraliste à Charleville, et de Claire Bathilde Fourrat (1848-1936).
Il se marie en septembre 1913 avec Louise Peltier (1888-1971), interne des hôpitaux de Paris, pédiatre, avec qui il aura 5 enfants: André Chatelin (1915-2007) architecte, premier grand prix de Rome 1943, son jumeau Charles-Louis (1915-1998) chirurgien professeur agrégé à la faculté de médecine de Paris, Pierre photographe (1918-2000), Claire mathématicienne (1919-2004), Hélène (1923-2011). Le couple s’investira énormément dans l’action sociale de l'église catholique et dans l'aide médicale à l'enfance, particulièrement au sein du dispensaire de « La Goutte de lait ».
Après des études de Médecine et une licence ès Sciences, Charles Chatelin est nommé 10ème au concours de l'internat de Paris en 1908. Il soutient sa thèse de doctorat en médecine en 1914. Mobilisé pendant la guerre, il effectue ensuite son clinicat dans le service du professeur Pierre Marie à l'hôpital de la Salpêtrière entre 1919 et 1922. Puis il pratique la neurologie et la médecine générale à son domicile au 30 avenue Marceau à Paris, tout en conservant des consultations à la Salpêtrière.
Pendant la Seconde Guerre mondiale, lui et son épouse aidèrent plusieurs juifs à se cacher pour échapper aux nazis.
Durant toute sa vie, il cultiva une passion pour les beaux livres et constitua une bibliothèque contenant notamment de nombreux ouvrages enrichis par les meilleurs illustrateurs de l’entre-deux-guerres.

## Carrière neurologique
Ses premiers travaux et sa soutenance de thèse concernent la dysostose crânio-faciale héréditaire décrite en 1912 par le neurologue Louis Crouzon. À partir de 4 cas, il conclut au caractère héréditaire de cette maladie et propose des critères radiologiques permettant de distinguer cette affection d'autres dysostoses crânio-faciales et de l’oxycéphalie.
Entre 1910 et 1927, Charles Chatelin fait de fréquentes interventions à la Société Française de neurologie, souvent pour des travaux réalisés avec Henri Bouttier, interne puis chef de clinique avec lui dans le service de Pierre Marie et avec Thierry de Martel, pionnier de la neurochirurgie française et auteur de nouvelles techniques de trépanation. 
Pendant la Première Guerre mondiale, Charles Chatelin, médecin major de 1ère classe, est d’abord envoyé au front puis revient en 1915 à la Salpêtrière comme assistant militaire. Il assiste Pierre Marie qui, en 1917, est nommé à la tête de la Clinique des Maladies du Système Nerveux avec plus de trois cents lits réservés aux blessés.
Le 11 novembre 1916, Charles Chatelin et Pierre Marie présentent 4 cas de soldats atteints d'un syndrome qui restera connu comme le syndrome de Guillain-Barré. Georges Guillain, Jean Alexandre Barré et André Strohl avaient présenté deux cas analogues un mois auparavant, sans que Marie et Chatelin en aient eu connaissance.
Avec Martel, Charles Chatelin publie en 1917 un livre très remarqué sur les blessures du crâne et du cerveau, résultat de l’examen de plus de 5000 blessés pris en charge à la Salpêtrière depuis le début du conflit. Dans la préface de ce livre, Pierre Marie écrit, très louangeux: «Charles Chatelin est mon collaborateur de tous les instants. Il est si près de moi que j’éprouve une sorte de pudeur à dire tout le bien que je pense de lui. Un mot suffira qui, à mon sens, résume tous les éloges: c’est un clinicien hors pair»
En 1917, Chatelin décrit avec Marie le cas de blessés du crâne présentant des symptômes vraisemblablement d’origine radiculaire. Ces observations seront reprises par Jean Lhermitte, qui fera un parallèle avec les douleurs ressenties dans les formes sensitives de la sclérose en plaques. Celui-ci décrira un symptôme resté pour la postérité sous le nom de «Signe de Lhermitte». Là encore, Chatelin aurait pu être associé à cette dénomination.
En 1926, Chatelin est cosignataire d’un livre relatif au traitement de la syphilis, avec Arthur Vernes et Jean Patrikios, médecin grec et ami arrivé dans le service de Pierre Marie dès 1915.

## Travaux notables
- Marie P et Chatelin Ch, « Note sur un syndrome de paralysie flasque plus ou moins généralisé avec abolition des réflexes, hyperalbuminose massive et xantochromie du liquide céphalo-rachidien, évoluant spontanément vers la guérison et de nature indéterminée », Rev Neurol (Paris), vol. 29,‎ 1916, p. 564-565

## Juste parmi les nations
Le 25 mars 1944, la docteure Louise Chatelin reçoit en consultation Madame Dorothée Morgenstern et Françoise, sa petite fille de six semaines, dans le dispensaire «La Goutte de Lait» où elle exerce comme pédiatre, à Belleville. Celle-ci lui explique que son mari a été déporté en octobre 1943 et que ses deux autres enfants sont cachés dans une famille d’accueil, dans l’Eure. Jusqu’à la libération de Paris en août 1944, Louise et Charles Chatelin logent cette femme et son bébé dans leur appartement, leur évitant déportation et extermination. Pour ces faits, l’Institut Yad Vashem leur décerne le titre de Juste parmi les Nations, le 3 juin 1982.

## Bibliophile
Charles Chatelin constitua progressivement une bibliothèque constituée de plusieurs milliers de livres anciens et modernes. Il entretint des relations amicales avec des gens de lettres et illustrateurs de son époque comme Colette qui fut aussi sa patiente, Erna Redtenbacher, Mariette Lydis, Maurice Asselin, Démétrios Galanis. Charles Chatelin et son épouse furent aussi très liés à des personnalités du monde artistique comme le peintre Ernest Laurent, la claveciniste Wanda Landowska ou le médecin et écrivain gastronome Édouard de Pomiane.
Une partie de sa collection fut rachetée par la librairie C. Coulet et A. Faure en 1975 dont l’exemplaire numéroté 1 de la très rare édition originale sur Arches du Voyage au bout de la Nuit de Louis-Ferdinand Céline. Deux ventes aux enchères furent organisées en 1999 et 2001 chez Aguttes, à Neuilly, avec respectivement 304 et 360 articles au catalogue, dont deux dessins originaux de Victor Hugo. Enfin, au début des années 2000, André Chatelin, son fils, fit don au Musée Départemental de l’Oise (MUDO), de nombreux livres venant de la collection du Docteur Chatelin. Ces ouvrages font partie du fonds Chatelin conservé dans ce musée.